# Vizsolyi Gusztáv
Papi Vizsolyi Gusztáv (Dunaszentgyörgy, 1822. október 10. – Budapest, 1889. február 9.) alispán, a Szabadelvű Párt harmadik elnöke, országgyűlési képviselő, cs. és kir. valóságos belső titkos tanácsos.

## Szülei, származása
Apja papi Vizsolyi János Tolna vármegyei főbíró, édesanyja nádasdi Sárközy Erzsébet voltak. Testvérei, Emília Eszter (megh. 1876. június 3.) és Jenő, utóbbi katonai pályán helyezkedett el.

## Pályafutása
A gyönki református algimnázium elvégzése után Pozsonyban bölcsészeti és jogi tanulmányokat folytatott, ügyvédi oklevelét Pesten nyerte el. 1844-től Tolna vármegye aljegyzője, majd a nemesi árvaszék elnöke volt. „Ahhoz a lelkes szabadelvű csoporthoz tartozott, melynek központja Szedresen Bezerédj István és neje voltak.” 1848-ban a pincehelyi választókerület elnöke, majd 1850-től a simontornyai járás főbírája. 1851-ben Zichy László gróffal európai körutat tett, akinek nővérét, Zichy Máriát feleségül is vette. A Bach-korszakban alsópélpusztai (ekkor Udvari, ma Sárszentlőrinc községhez tartozik) birtokán gazdálkodott, a politikától félrevonult.
Jelentős szerepet vitt Bartal Györggyel együtt a Tolna vármegyei Gazdasági Egyesület alapításában. 1861-ben a vármegye főjegyzőjévé választották, majd 1865-ben az alispáni székben is őt kívánták látni, melyet 1868-ban és 1871. december végén ismét egyhangú szavazás után ő nyert el.
1872. szeptember 3-tól 1884. május 19-ig négy cikluson keresztül folyamatosan a kölesdi kerület országgyűlési képviselője volt, előbb Deák-párti programmal, majd az 1875. évi fúzió után Szabadelvű pártiként. 1872-től tagja volt a kérvényi bizottságnak. Az 1874-ben, majd az 1880-ban egybehívott közigazgatási bizottságban tagként közreműködött, később a fiumei kérdés ügyében létrejött testületbe és az országos földadó-bizottságba ugyancsak beválasztották. A kataszteri kérdésben tartott ankét ülésein is bizonyságot tett képzettségéről.
1884. szeptember 27-től 1887. május 25-ig a naszódi kerület képviselőjeként vett részt a parlament munkájában, 1887. szeptember 28-tól az oravicabányai választókerület küldte az országgyűlésbe, s e tisztséget egészen haláláig viselte. Tagja volt a regnikoláris bizottságnak, s az országos bölcsőde bizottságnak is.
1877-ben belső titkos tanácsosi címmel ruházta fel az uralkodó. Más forrás szerint 1885. december 8-án terjesztették fel a minisztertanács ülésén erre a címre.
A Szabadelvű Párt harmadik elnöke volt 1881. május 31. – 1889. február 9. között.
A református egyházban is sokat tevékenykedett, már 1852-ben a tolnai egyházmegye világi jegyzőjévé választották. A gyönki református algimnáziumnak Magyary-Kossa Sámuel elhunyta után, 1866-ban ő lett a főinspektora és sokat tett az iskola fejlesztéséért. Gróf Lónyay Menyhért halála után ő lett az egyházkerület helyettes főgondnoka s az ő világi elnöksége alatt történt gróf Tisza Lajosnak főgondnokká megválasztatása. E tisztséget többszöri megújítása után 1887. április 13-ig viselte. Ő és családja számos alapítványt tett a tanulók megsegítésére és az iskola támogatására.
Tagja volt a „Dunántúli Közmívelődési Egyesület” nagyválasztmányának és a Magyar Földhitelintézet Tolna megyei vidéki bizottmányának Alsópélen.
Felesége halála után nem sokkal, 1888 végén Vizsolyi Gusztáv arcán rákos daganat keletkezett, s hiába végzett műtétet rajta Lumniczer Sándor egyetemi tanár, február 9-én kisebb javulás után elhunyt. Budapesten, a Múzeum utca 19. szám alatti lakásán a ravatala körül tartott szertartás után, melyet Szász Károly ref. püspök végzett, temetése az alsópéli családi sírkertbe 1889. február 13-án történt felesége sírja mellé.

## Családja
Zichi és vásonkeöi Zichy Mária grófnőt (Buda, 1833. november 9. – Budapest, 1888. április 14.) 1851. november 9-én vette feleségül. Gyermekeik: Ákos (1852–1927) kultuszminiszteri tisztviselő (felesége: báró Puchner Leokádia, 1860–1944); és Mária Erzsébet (Alsópél, 1854. július 10. – Budapest, 1927. április 21.), akit anyja után katolikusnak kereszteltek, csak Szilassy Aladárral kötött házasságakor tért át a református hitre. Öntudatos, társadalmi tevékenységet folytató nő volt, őt választották az 1904-ben megszervezett Nőegyletek Országos Szövetsége elnökévé, és 1920-ban ugyancsak az ő elnöklete alatt alakult meg a Magyar Protestáns Nők Országos Szövetsége.

## Emlékezete
- Vizsolyi Gusztáv alispán mellképét halála után, 1889-ben Dőry Dénes javaslatára festtették meg Kardos Gyula festőművésszel, aki fotója alapján díszmagyarban ábrázolta.[24]
- Alsópél római katolikus kápolnáját, amelyet Zichy László neje, Széchényi Mária[25] az 1860-as években építtetett, és amelynek Szent László a védőszentje, omladozó állapotából 2006-ban újították fel. Ma a Tolna Megyei Értéktár része. Kertjében találhatók Vizsolyi Gusztáv és családja sírja.[26]